# Жеральдин
Жеральдин Голье (фр. Géraldine Gaulier, род. 18 апреля 1946, Париж), известная также как Жеральдин (фр. Géraldine) — швейцарская певица, представительница Швейцарии на конкурсе песни Евровидение-1967.

## Биография
Певица родилась в 1947 в Берне. Музыкальную карьеру начала с участия в группе «The Djinns». Вскоре она подписала контракт с лейблом «Polydor Records» и выпустила свой дебютный альбом «La rivière me disait». Тогда же она была замечена французским продюсером Гаем Люксом, он пригласил её на шоу «Le Palmarès des chansons». В том же году Жеральдин выступила вместе с известным певцом Энрико Масиасом на сцене концертного зала Олимпия в Париже.
В 1967 Голье победила на швейцарском отборочном туре на конкурс Евровидение с песней «Quel cœur vas-tu briser?» (рус. Чьё сердце ты разобьёшь?). К сожалению для певицы, на конкурсе её песня не была оценена ни одним баллом и финишировала на последнем (семнадцатом) месте. Многие критики отметили плохую игру оркестра и некоторую взволнованность певицы во время выступления.
В дальнейшем певица выпустила свой второй альбом — «Les Chattes». Приняв участие в нескольких музыкальных шоу на телевидении, к 1970 она прекратила музыкальную карьеру.

## Дискография

### Альбомы
- La rivière me disait (1966)
- Les Chattes (1968)

### Синглы
- Rètro Jeunesse 60 (1966)
- Quel cœur vas-tu briser? (1967)